# Alkmeon
Alkmeon (gr. Ἀλκμαίων) – w mitologii greckiej syn Amfiaraosa i Eryfili.
Gdy Amfiaraos wyruszył na wyprawę Siedmiu przeciw Tebom, wiedząc dobrze, że polegnie, kazał synowi pomścić swoją śmierć. Alkmeon wziął udział w wyprawie Epigonów, a gdy z niej powrócił, zabił swoją matkę, zgodnie z wolą ojca. Nękany przez Erynie (za matkobójstwo), wędrował po całej Grecji szukając schronienia. Przygarnął go król Fegeus i oddał mu rękę swej córki, Alfesibei, z którą spłodził syna – Klitiosa. Mimo to, Erynie nie ustępowały. Alkmeon zwrócił się o pomoc do wyroczni. Wyrocznia powiedziała mu, że spokój znajdzie tylko w miejscu, do którego nie docierają promienie słońca. Miejscem tym okazało się ujście rzeki Acheloos, której wody przeważnie były zamulone. Alkmeon poślubił tam Kalliroe, córkę boga rzeki, z którą miał trójkę dzieci: Akarnana, Amfoterosa i Laodamię. Acheloos poprosił zięcia, aby przyniósł mu naszyjnik Harmonii i ubrania, które Eryfila miała na sobie w chwili, gdy zmuszała Alkmeona do wzięcia udziału w wyprawie Epigonów. Rzeczy te pozostawił Alkmeon u Fegeusa, a gdy udawał, iż ofiaruje je Apollinowi, król poznał się na kłamstwie i kazał swym synom zabić Alkmeona.